# Ethmolaimus faeroeensis
Ethmolaimus faeroeensis är en rundmaskart som beskrevs av E. Ditlevsen 1928. Ethmolaimus faeroeensis ingår i släktet Ethmolaimus och familjen Chromadoridae. Inga underarter finns listade i Catalogue of Life.